# NHK山田ラジオ中継局

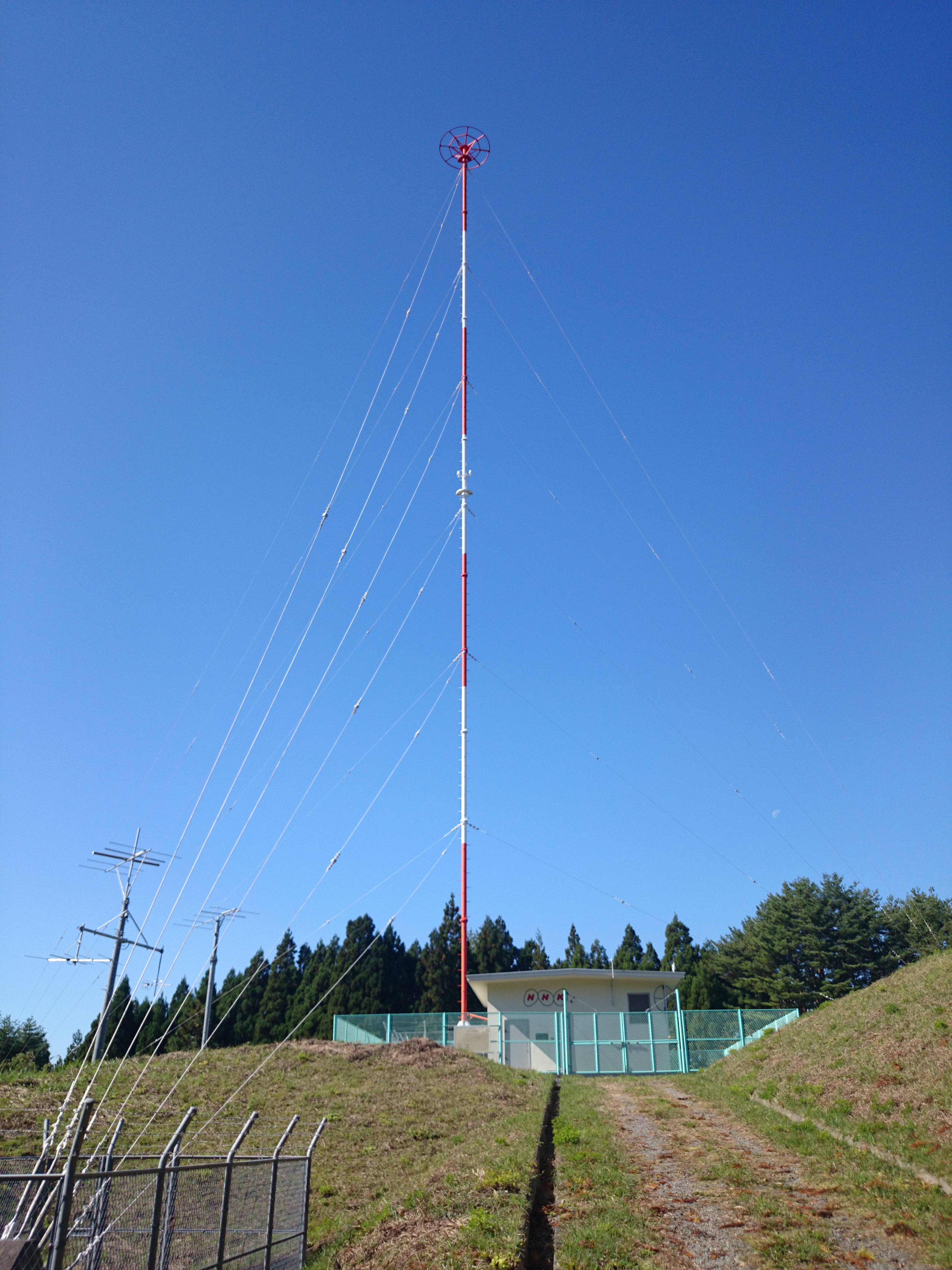
NHK山田ラジオ中継局

NHK山田ラジオ中継局（エヌエイチケイやまだラジオちゅうけいきょく）は、岩手県下閉伊郡山田町にあるNHK盛岡放送局ラジオ第1放送の中継局である。なお、正式な中継局名称は、「山田ラジオ中継放送所」である。

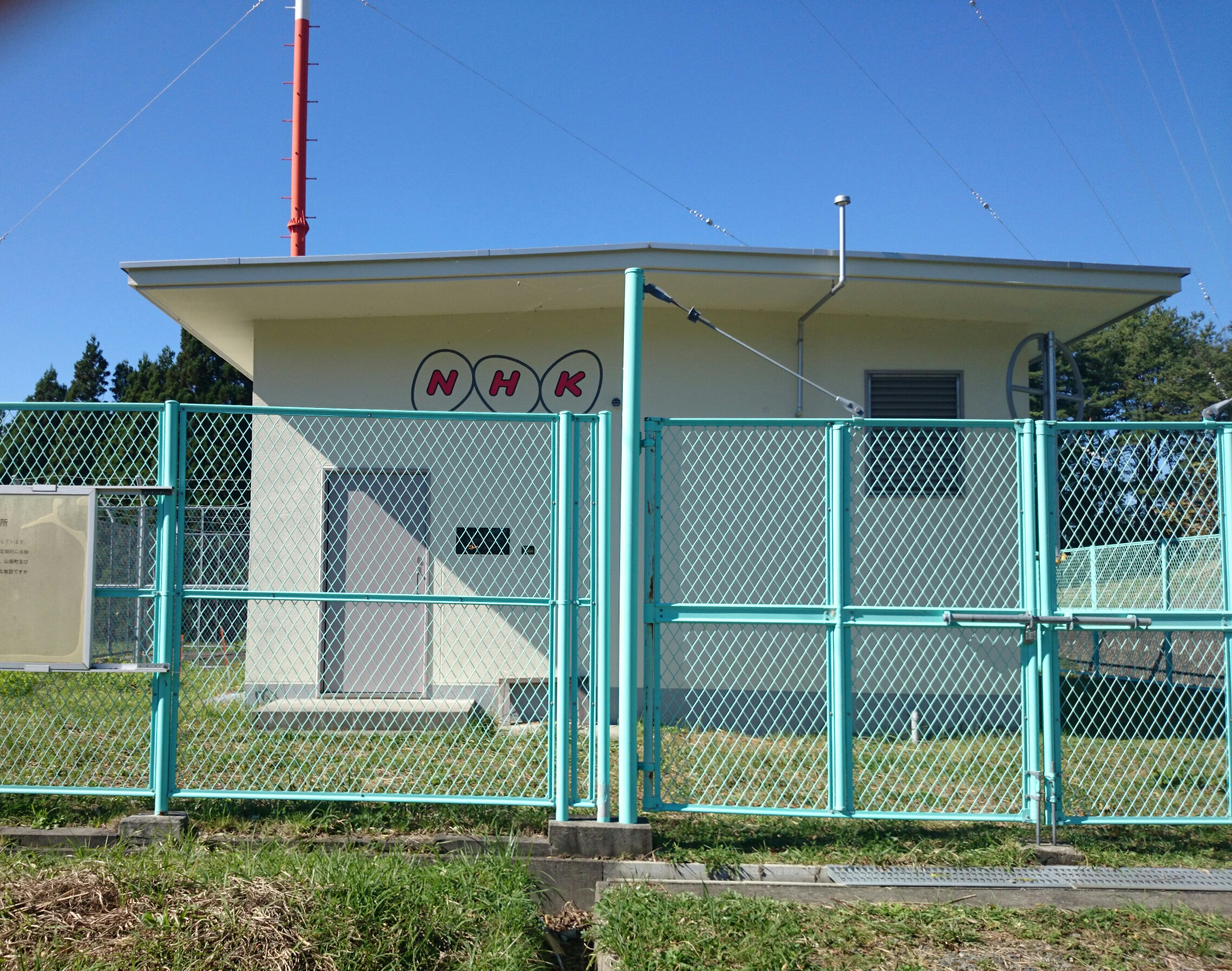
局舎

## 概要
- 当中継局、宮古市の南隣にある下閉伊郡山田町にある。宮古中継局の放送が全くといってよいほど聞こえないため、該当地域および周辺地域へ電波を発射している。
- 東北地方太平洋沖地震（東日本大震災）発生に伴い、IBCラジオは災害情報などを明瞭に送るため周波数76.7MHzの超短波による臨時災害放送局を2011年3月17日に開局させ、2015年3月29日より常設中継局へ昇格した（IBCラジオ山田FM中継局常設化と同時に、FM岩手も周波数82.0MHzにて送信する中継局を山田町内に新規開局）。詳細は、こちらを参照。

## 中継局送信施設概要
| 放送局名             | 周波数  | 空中線電力 | 放送対象地域 | 放送区域内世帯数 | 運用開始日 |
| -------------------- | ------- | ---------- | ------------ | ---------------- | ---------- |
| NHK盛岡ラジオ第1放送 | 1323kHz | 1kW        | 岩手県       | 約10000世帯      | 1988年3月  |

受信可能区域は山田町と大槌町（送信所内看板の記述）。

## 中継局置局住所
- 下閉伊郡山田町船越第17地割